# Forces armées révolutionnaires (Argentine)
Pour les articles homonymes, voir Forces Armées Révolutionnaires et FAR.
Les Forces armées révolutionnaires (FAR, Fuerzas Armadas Revolucionarias) étaient un groupe péroniste de gauche qui s'est engagé dans la lutte armée contre la dictature militaire de la « Révolution argentine », à la fin des années 1960. Ils fusionnèrent le 12 octobre 1973 avec les Montoneros .

## Origine des membres et idéologie
Les FAR projetaient initialement de s'unir aux focos (« foyers révolutionnaires ») de guérilla initiés par l'Ejército de Liberación Nacional (ELN) de Che Guevara en Bolivie. Ils comptaient ainsi devenir la branche argentine de l'ELN et revenir en Argentine avec le Che à leur tête. Ce projet avorta prématurément avec la mort du Che en 1967, sans que les FAR aient pu commencé à agir .
Ses membres originaux provenaient d'origine variées, certains de la gauche péroniste , d'autres sans expérience militante antérieure , d'autres enfin d'une scission de la branche juvénile (es) du Parti communiste. L'un des principaux dirigeants et fondateurs, l'avocat Roberto Quieto (es) (desaparecido en décembre 1975), avait été membre de la Vanguardia Comunista (es), une organisation maoïste fondée par des anciens du Parti socialiste argentin (PSA). Marcos Osatinsky était l'autre fondateur principal (desaparecido en 1975, tandis que ses enfants de 15 et 18 ans ont été tués lors d'affrontements à leur maison et sa femme, Sara, a été victime d'un « vol de la mort » ; une équipe d'anthropologues a découvert son cadavre en 2003 ).
Carlos Enrique Olmedo, un militant d'origine modeste qui était parvenu à décrocher un diplôme de philosophie, rejoint l'organisation un peu plus tard , en devint aussi l'un des principaux dirigeants.
Ils partageaient donc à l'origine une idéologie marxiste-léniniste influencée par la Révolution cubaine et d'autres références latino-américaines, en particulier le guévarisme:
«  Nous nous considérons marxistes-léninistes au sens où nous utilisons le marxisme-léninisme comme une méthode pour examiner la réalité, mais nous ne l'utilisons pas comme un « costume » politique ,. »
Par ailleurs, avec le temps, les FAR combinèrent leur idéal révolutionnaire avec le péronisme, perçu comme moment nécessaire du processus révolutionnaire, et adhérèrent ainsi aux Jeunesses péronistes (« Tendance révolutionnaire »), ce qui les distinguait donc des groupes maoïstes et trotskystes argentins non (voire anti-) péronistes (ERP trotskyste, FLN, auquel appartenait certains membres des FAL). L'existence des Forces armées péronistes (FAP) fut fondamentale dans cette perception par les FAR du péronisme en tant que mouvement révolutionnaire . Au début, en effet, ils n'étaient pas persuadé que le péronisme soit un « mouvement de libération nationale », comme l'affirmaient les FAP et le général Juan Perón lui-même . En 1971, sans trop se préoccuper d'unification avec les autres mouvements révolutionnaires engagés dans la lutte armée, ne désirant pas s'embourber dans des débats théoriques, ils préféraient l'unité d'action, et se disaient davantage proches des FAP que des FAL (Fuerzas Armadas de Liberación), pour des raisons qu'ils n'avaient pas encore « bien déterminé » .
Entre 1967 et le Cordobazo de 1969, ils passèrent du temps à élaborer leur nouvelle stratégie , s'orientant vers la guérilla urbaine en s'appuyant sur l'exemple des Tupamaros uruguayens qui initièrent une telle lutte armée, non exempte de romantisme révolutionnaire et d'attraction pour le modèle des « bandits sociaux » (analysé par l'historien Eric Hobsbawm). Cette guérilla urbaine leur permit d'adapter la théorie du foco, déclarant ainsi:
«  Le foco est un générateur de conscience, ce n'est en aucune manière telle ou telle unité combattante, existant dans tel ou tel cadre stratégique dans une société nationale déterminée. Les Tupamaros n'ont pas de colonne de guérilla rurale, ils ont des commandos (ou des colonnes, comme ils les appellent) qui pratiquent la guérilla urbaine et n'en ont pas moins un foco. »
De plus, après la ré-apparition d'Inti (es), l'un des deux boliviens survivants de la tentative du Che, ils eurent des débats avec l'ELN, qui souhaitait, en conformité avec la théorie « orthodoxe » du foco, que toutes les organisations armées apportent leur soutien à l'ELN, sous une direction unique, afin d'étendre ensuite la Révolution au continent . Les FAR s'opposèrent à cette conception, soulignant l'importance des particularités nationales, du caractère organisé du mouvement ouvrier argentin, et de la nécessité de tenir compte de ceci pour amorcer dès cette époque le processus révolutionnaire en Argentine . Selon eux, dès 1962, avec l'annulation de l'élection du gouverneur péroniste Andrés Framini, il était « clair qu'il n'y aurait pas de sortie électorale » à la dictature .
En outre, ils affirmaient l'importance des « expropriations », nécessaires à la fois pour des raisons d'efficacité dans l'organisation et en tant que forme de propagande .

## Première opération publique: la prise de Garín (juillet 1970)
Les FAR commencèrent par l'incendie, le 26 juin 1969, de trois supermarchés Minimax, supposés appartenir au vice-président des États-Unis, Nelson Rockefeller, à Buenos Aires, en protestation contre sa visite. L'opération ne fut pas revendiquée sur le coup, mais reconnue peu de temps après comme la leur.
Leur première opération revendiquée, appelée « Gabriela », se déroula le 30 juillet 1970, avec la prise de Garín (partido de Escobar, Grand Buenos Aires) , ville de 30 000 habitants située à 35 km de Buenos Aires . À l'origine, elle devait s'appeler « Pandito », en l'honneur de la prise de Pando par les Tupamaros, le 8 octobre 1969 .
Leur communiqué n°1, daté du même jour, déclare ainsi:
« Après quelques années d'action anonyme, nous assumons aujourd'hui à Garín notre identité politique et comme Fuerzas Armadas Revolucionarias. »
L'« opération Gabriela », qui dura 50 minutes , fut planifiée par Roberto Quieto (Negro), Carlos Olmedo (Germán) et Marcos Osatinsky (Lucio) et conduite sur le terrain par Olmedo. Juan Pablo Maestre y participa aussi . Le lieu fut choisi davantage pour des raisons tactiques et militaires que politiques, bien que Garín était situé à proximité d'une usine de Ford et une autre d'Alba (textile) : en effet, la route panaméricaine débouchait sur Garín .
Douze femmes et vingt-quatre hommes attaquèrent ainsi une succursale de la Banque provinciale, volant 3,5 millions de pesos , s'emparèrent du commissariat et volèrent des armes, occupèrent les bureaux de l'entreprise ENTEL ainsi que la gare, et sabotèrent le central téléphonique . Ils établirent un barrage aux entrées de la ville, ne laissant personne sortir et contrôlant toute personne entrant (ils interpellèrent alors un policier, qu'ils gardèrent prisonnier tout le long de l'opération avant de le relâcher) . Les FAR se replièrent ensuite dans des véhicules antérieurement volés à cet effet. Cette opération leur permit d'obtenir de nouveaux moyens matériels (dont les armes) ainsi que d'attirer de nouveaux membres.

## De la dictature aux élections de 1973
Alors que le cycle de la violence politique s'enclenchait en Argentine, le général Juan Perón soutenant depuis son exil la « Tendance révolutionnaire » du péronisme ainsi que les « formations spéciales » (Montoneros, Forces armées péronistes ou FAP, FAR, etc.) afin de faire pression sur la dictature, les FAR s'engagèrent dans des actions plus violentes (le conducteur d'un camion militaire contenant des armes est tué en 1970 lors de l'attaque du camion ), dont des enlèvements d'hommes d'affaires et de politiques ainsi que des attentats, y compris contre l'extrême-droite péroniste, au moment où les conflits internes au Parti justicialiste explosent, dès avant les élections de mars 1973.
L'année 1971 est cependant catastrophique pour les FAR, les principaux dirigeants étant soit tué soit incarcérés . Ainsi, après l'accession au pouvoir du général Lanusse, qui entame des négociations en juillet 1971 (le Grand accord national) tout en réprimant les guérillas, Juan Pablo Maestre et son épouse, Mirta Misetich, sont enlevés et assassinés par les forces de l'ordre . A l'enterrement de Maestre, le maire Bernardo Alberte, ex-délégué de Perón, lit une carte des FAR, qui révèlent son appartenance à l'organisation péroniste, et sa participation à l'attaque, fin avril 1971, d'un camion militaire à Pilar (Buenos Aires), au cours duquel le lieutenant Luis César Asúa avait été tué.
Le 2 juillet 1971, c'est au tour du couple Verd (FAR) d'être victime d'une disparition forcée, enlevés à San Juan, puis, le 7, de l'avocat et dirigeant des FAR Roberto Quieto, enlevé à Buenos Aires, suivi d'Osatinsky. Cependant, la mobilisation d'avocats défenseurs des droits de l'homme aidant , les forces de l'ordre reconnaissent par la suite leur arrestation. Quieto et Osatinsky sont ainsi officiellement inculpés et incarcérés à la prison de haute sécurité de Rawson (province de Chubut, Patagonie) .
Enfin, le dirigeant Carlos Enrique Olmedo est tué le 3 novembre 1971 par la police lors du « combat de Ferreyra », du nom d'un quartier industriel de Córdoba, deux ans après le soulèvement populaire du Cordobazo contre la dictature. Raúl Juan Peressini, des Forces armées péronistes (FAP) et Juan Carlos Baffi (FAR) furent également tués lors de cet affrontement.
Les FAR organisent ensuite une opération commune avec l'ERP, qui se distinguait des FAR par son idéologie trotskyste et non-péroniste, en assassinant le général Juan Carlos Sánchez (es), le 10 avril 1972 .
Le 15 août 1972, Roberto Quieto et Marcos Osatinski, des FAR, s'évadèrent de Rawson avec Fernando Vaca Narvaja (Montoneros) et trois membres de l'Armée révolutionnaire du peuple (ERP, trotskyste), dont Mario Roberto Santucho (es), Domingo Mena, Enrique Gorriarán Merlo, au cours d'une mutinerie. Au cours de cette évasion, 19 autres prisonniers se rendirent à l'armée, et 16 d'entre eux furent assassinés de nuit dans une base aéronavale: le massacre de Trelew suscita l'indignation générale, et est considéré comme le premier acte de terrorisme d'État en Argentine. Les évadés réussirent à s'envoler d'abord pour le Chili d'Allende, puis pour Cuba. Deux membres des FAR, Alberto Miguel Camps (desaparecido en 1977) et María Antonia Berger (es) (desaparecida en 1979), survécurent au massacre, qualifié en 2007 de crimes contre l'humanité par la justice argentine, et furent libérés en mai 1973 par l'amnistie du président Héctor Cámpora, qui permet aussi à Quieto et Osatinsky, réfugiés à Cuba, de revenir en Argentine .
À partir de ce moment, les FAR et les Montoneros commencèrent à discuter de leur fusion, ou plutôt de la dissolution des FAR au sein des Montoneros, chose qui fut faite en octobre 1973, un mois après l'élection du général Perón à la présidence et quelques mois à peine après le massacre d'Ezeiza au cours duquel l'extrême-droite péroniste tira sur les Jeunesses péronistes rassemblées pour accueillir le général de son retour d'exil. Des dirigeants du FAR, tels que Roberto Perdía ("Pelado Carlos"), Marcos Osatinsky (Lucio), Roberto Quieto (Negro), Julio Roqué (Lino, Mateo ou Martín), etc., occupèrent ainsi des postes importants chez les Montoneros après cette unification.